# Kim Huran

Kim Hu-ran es una poetisa coreana

## Biografía
Conocida también como Hyeongdeok, Kim Huran nació en Seúl el 16 de diciembre de 1934. Su carrera profesional ha sido el periodismo; trabajó como reportera y después como escritora editorial para varios periódicos. Dejó sus estudios en el Departamento de economía de la Universidad Nacional de Seúl para ejercer de periodista en los periódicos Hankook Ilbo, Seoul Shinmun y la sección cultural de Kyunghyang Shinmun. Fue presidenta del Instituto de Desarrollo de la Mujer Coreana y actualmente es vicepresidente del Centro Coreano de P.E.N. Internacional
En 1954 recibió el premio del Concurso Nacional Universitario de Artes Literarias, celebrado por el periódico Kyunghyang Shinmun y la alianza anticomunista. Su carrera literaria empezó oficialmente cuando se recomendaron los poemas "Canción dedicada a hoy" (Oneureul wihan norae) y "Caracol" (Dalpaengi) para la publicación Literatura Contemporánea (Hyeondae munhak) en 1960.

## Obra
En su poesía intenta crear un mundo de perfecto equilibrio y absoluta belleza a través de la autodisciplina y el control. Este gran esfuerzo artístico coincide con la manera que la escritora tiene de acercarse a la vida y que se puede ver en "En el árbol" (Namueseo), en el cual la poetisa cultiva la mente y el alma para conseguir sabiduría y madurez. Sus poemas analizan los conflictos y las contradicciones de la vida con una sensibilidad modernista y capturan la belleza y complejidad de la naturaleza. Sus primeros poemas, "Árboles a la ribera del río" (Ganggae seon namu), "Haciendo eco en el mar" (Badae mearijineun) y Enfrente de la pagoda (Dabotab apeseo) muestran las numerosas pruebas y tribulaciones inherentes a la vida.
También es conocida por ser una poetisa lírica, en oposición a los llamados poetas "ontológicos".

### Premios
- 14.ª edición del premio de Literatura Contemporánea en 1968
- Premio de Liteatura Woltan en 1977[2]

## Obras en coreano (lista parcial)
Recopilaciones de poesía
- La escala musical (Jangdo wa jangmi, Eumgye)
- Una ola (Eotteon pado)
- Ser ciudadano de un país (Nunui nara simini doeeo)
- En el mundo en que vive la gente (Saram saneun sesange)
- Dos se hacen uno (Duriseo hana doeeo)
- Canción dedicada a hoy (Oneureul wihan norae)

Recopilaciones de ensayos
- El guarda del amor (Sarangui pasukkun)